# Lewin (imię)
Lewin – imię męskie pochodzenia germańskiego. W języku staroangielskim Leofwine (od leof "przyjazny, lubiany, zgodny" i wine "przyjaciel"), w starowysokoniemieckim Liefwine, Leubwini (od liub "kochany" i wini przyjaciel"), w dialekcie dolnoreńskim Lewin, skąd trafiło do języka polskiego (zapisane w takiej formie już w średniowieczu). 
Imię to nosił św. Lewin, irlandzki ksiądz zm. ok. 650 identyfikowany z anglosaskim misjonarzem działającym we Fryzji, św. Lebuinem (zm. ok. 773). Obaj święci wspominani są w Kościele katolickim 12 listopada.
Lewin imieniny obchodzi 12 listopada.